# Tole laciniata
Tole laciniata is een geslacht van pissebedden uit de superfamilie Janiroidea. De wetenschappelijke naam van de soort is voor het eerst geldig gepubliceerd in 1872 door Georg Ossian Sars. Tole laciniata is niet aan een familie toegewezen en wordt ondergebracht in de Janiroidea incertae sedis.